# Baka (Japanisch)

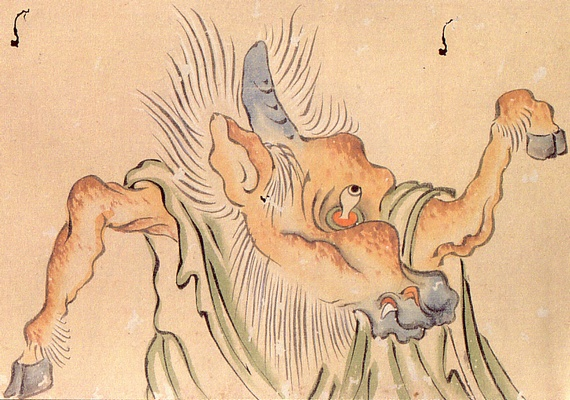
Dämon Mumashika (馬鹿), geschrieben mit den gleichen Kanji, eine Mischung aus Pferd und Hirsch

Baka (japanisch 馬鹿, Hiragana: ばか oder Katakana: バカ) ist ein viel verwendetes japanisches Schimpfwort und bedeutet „dumm“ und „Idiot“.

## Etymologie
Die Herkunft des Wortes ist unklar. Laut Shogakukan Unabridged Dictionary of the Japanese Language geht es auf Wörter aus dem Sanskrit zurück, die buddhistische Mönche in die japanische Sprache übernahmen:
- moha (慕何, närrisch)
- mahallaka (摩訶羅, dumm)

Andere Quellen führen das chinesische Chengyu „einen Hirsch für ein Pferd ausgeben“ (指鹿為馬; Pinyin: zhǐ lù wéi mǎ; japanisch: shika o sashite uma to nasu) an, das auf eine Anekdote aus der Qin-Dynastie zurückgeht. Dieser Anekdote zufolge führte der Kanzler Zhao Gao dem jungen Kaiser Qin Er Shi einen Hirsch als Pferd vor, um herauszufinden, welche Minister bereit waren, ihm zu widersprechen und welche sich seiner Meinung anschlossen.
Auch wenn baka meistens mit den Kanji-Zeichen für Pferd (馬) und für Hirsch (鹿) geschrieben wird, muss diese These nicht stimmen, denn der erste Beleg dafür stammt aus dem Jahr 1548.

## Verwendung
- 馬鹿者 bakamono (Dummkopf)
- 馬鹿野郎 baka-yarō (Mistkerl)
- 馬鹿女 baka onna (blödes Weib)
- 馬鹿にする baka ni suru (zum Narren halten)
- 馬鹿を見る baka o miru (sich zum Narren machen)
- 馬鹿正直 baka shōjiki (zu große Ehrlichkeit)
- 馬鹿げた値段 bakageta nedan (absurder Preis)

## Sonstiges

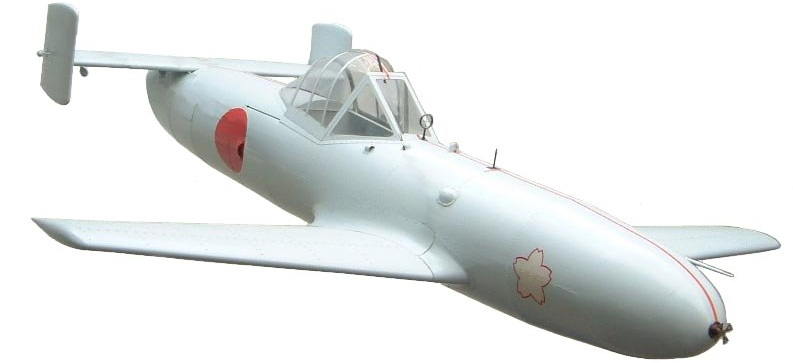
Yokosuka Ōka Modell 11 (Nachbau) im Militärmuseum des Yasukuni-Schreins in Tokio

Im Zweiten Weltkrieg verwendeten die Alliierten „baka“ als Codename für die bemannte Gleitbombe Yokosuka MXY-7 (japanisch 桜花 ‚Kirschblüte‘), ein für Selbstopferangriffe konzipiertes japanisches Militärflugzeug, denn ihrer Ansicht nach konnten sich nur Verrückte in ein solches Flugzeug setzen.